# Skock
Skock, svensk antalsenhet. En skock, även kallad lill-hundra, är ursprungligen samma sak som 3 tjog, det vill säga 60 stycken. Nuförtiden förknippas ordet ofta med hop/mängd, exempelvis ett skock getter eller en fårskock.